# Parco nazionale di Nyungwe
Il parco nazionale di Nyungwe (in ruandese: Pariki Nasiyonali ya Nyungwe; in francese: Parc national de Nyungwe) è un'area protetta situata nella parte sud-occidentale del Ruanda istituita nel 1933. Protegge una foresta pluviale sempreverde di montagna che è considerata la più grande foresta di montagna contigua di tutta l'Africa orientale e centrale.
Il 19 settembre 2023 è stato inserito nella Lista dei patrimoni dell'umanità dell'UNESCO durante la quarantacinquesima sessione del comitato del patrimonio mondiale, diventando il primo sito ruandese del patrimonio dell'umanità.

## Geografia
Il parco nazionale si estende su una superficie di 1 019 km² sulla catena di montagne che delimitano il ramo occidentale della Rift Valley, a non molta distanza dal monte Huye. Il ramo occidentale della Rift Valley, noto anche come faglia albertina, è fiancheggiato da una serie di monti alti fino a 3 000 m che attraversano il Ruanda occidentale da nord a sud, formando lo spartiacque tra i sistemi fluviali del Nilo e del Congo. Vicino a questo spartiacque si trova la sorgente del fiume Rukarara, scoperta da Richard Kandt nel 1898, considerato uno dei rami sorgentizi del Nilo. La foresta è attraversata anche da un altro fiume, il Kalundura, che però scorre in senso opposto, in direzione ovest, andandosi a gettare nel lago Kivu. Nel parco si trova il monte Bigugu, alto 2 950 m.

## Flora e fauna
La foresta sempreverde di Nyungwe differisce, nella sua composizione floristica, così come nell'aspetto, dalla foresta pluviale di pianura della Repubblica Democratica del Congo. Le foreste come quella di Nyungwe sono chiamate foreste pluviali di montagna. Tra circa 1 500 e 1 700 m si verifica il primo massiccio livello di condensazione, al di sotto del quale si raggiunge la massima piovosità (con precipitazioni superiori ai 2 000 mm annui). Le foreste che si estendono al di sopra di esso, fino alla cima dei monti, vengono chiamate foreste nebulose.

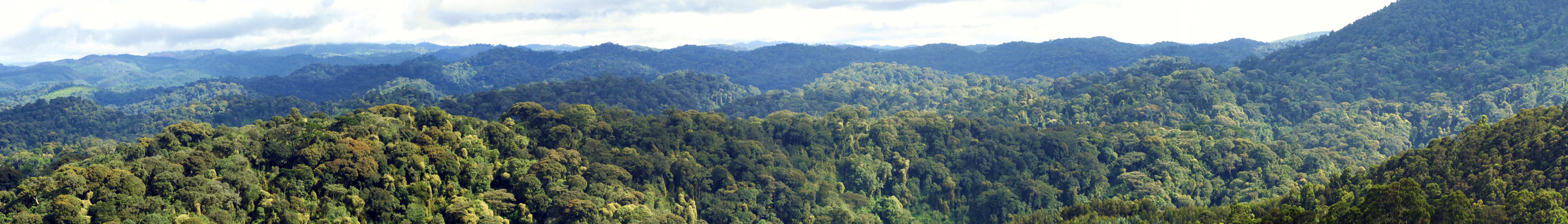
Veduta della foresta.

La biodiversità della foresta di Nyungwe è elevata. Essa ospita 75 specie di mammiferi, 322 specie di uccelli, tra cui il garrulo montano dal collare (Turdoides rufocinctus) e altre 29 specie endemiche della faglia albertina, 120 specie di farfalle e 140 specie di orchidee. Tra i mammiferi vi sono 13 specie di primati (il 25% di quelle presenti in tutto il continente africano, Madagascar escluso): lo scimpanzé (Pan troglodytes, presente con 500 esemplari), il colobo dell'Angola (Colobus angolensis), il cercopiteco barbuto (Allochrocebus lhoesti), il cercopiteco argentato (Cercopithecus doggetti), il cercopiteco dorato (C. kandti), il cercopiteco di Hamlyn (C. hamlyni), il cercopiteco nasobianco del Congo (C. ascanius), il cercopiteco coronato di Dent (C. denti), il cercopiteco verde (Chlorocebus pygerythrus), il babbuino verde (Papio anubis), il cercocebo dal mantello (Lophocebus albigena) e tre specie di galagoni.

## Conservazione

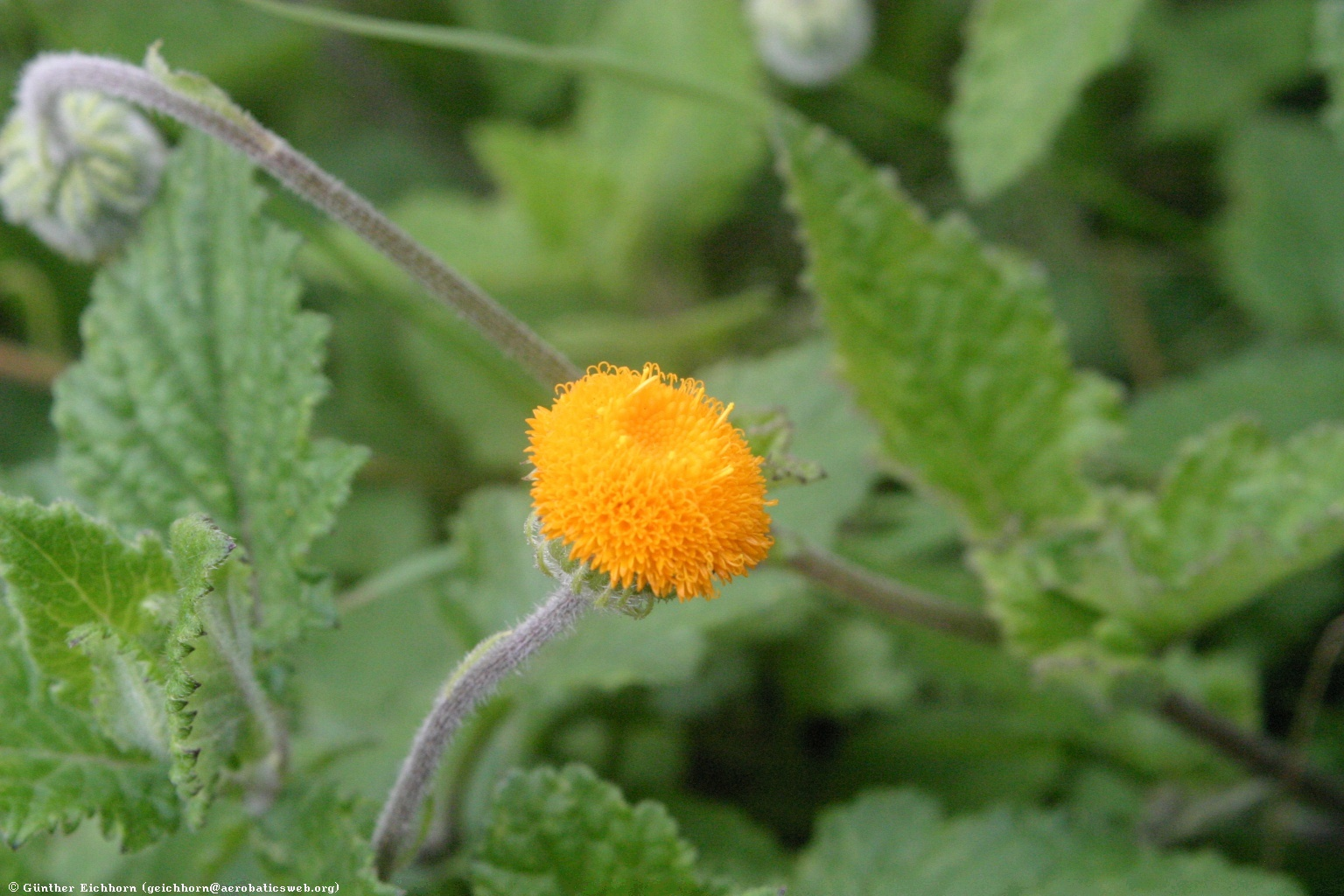
Crassocephalum vitellinum nella foresta di Nyungwe.

Un tempo l'intera cresta della Rift Valley dell'Africa centrale che si estende lungo il lago Kivu era ricoperta da foreste pluviali di montagna. A causa dell'intenso sfruttamento antropogenico della regione, a partire dall'età del ferro, l'estensione delle foreste si è ridotta sempre più e la maggior parte è andata distrutta. La foresta di Nyungwe è protetta dal 1933, ma da allora si è ridotta del 20%. Il destino che ha subito la vicina foresta di Gishwati nel nord del paese, che oggi esiste solo sulle mappe, mostra quanto siano inefficaci le misure di protezione nell'area. Nel 2005 la foresta di Nyungwe ha ricevuto lo status di parco nazionale, divenendo così uno dei quattro parchi nazionali del paese. Gli altri sono il parco nazionale dei Vulcani (Parc national des volcans), famoso per i gorilla di montagna, il parco nazionale dell'Akagera (Parc national de l'Akagera) e il parco nazionale di Gishwati Mukura (Parc national de Gishwati Mukura). Esistono collaborazioni con l'Università Nazionale del Ruanda a Butare e la Wildlife Conservation Society, nonché un programma di sorveglianza della regione garantito da un gruppo di ranger. Gli spostamenti della fauna selvatica, le attività illegali, lo stato della flora e della fauna vengono registrati anche con l'aiuto della tecnologia GIS (Geographic information system).

## Turismo
L'ORTPN (Office Rwandais du Tourisme et des Parcs Nationaux) offre visite guidate a piedi attraverso la foresta e la possibilità di osservare scimpanzé e altri primati. Il punto di partenza per visitare il parco è la strada che parte direttamente dalla stazione di Uwinka. A Gisakura, vicino a una piantagione di tè presso l'ingresso occidentale del parco, c'è un'altra stazione dell'ORTPN, dalla quale si può partire per visitare una cascata. La stazione offre anche una sistemazione confortevole in una pensione. La foresta è attraversata da una passerella sospesa dalla quale è possibile osservare il panorama, la Canopy walkway.

## Come raggiungerlo

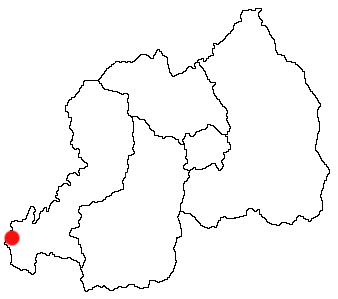
Posizione di Cyangugu, ad ovest del parco.

Il parco di Nyungwe è relativamente facile da raggiungere. Dall'altro lato della foresta, un'autostrada asfaltata conduce da Butare a Cyangugu, al confine occidentale del Ruanda. Questa fa parte dell'autostrada che, partendo da Mombasa, collega Nairobi, Kampala e Kigali a Bukavu/Cyangugu ed è di fondamentale importanza per raggiungere la parte orientale della Repubblica Democratica del Congo.